# Tommy Glencross
Tommy Glencross (ur. 31 lipca 1947 w Glasgow, zm. 29 lutego 2008) – szkocki bokser, zawodowy mistrz Wielkiej Brytanii w kategorii piórkowej w latach 1972 - 1973.

## Kariera zawodowa
Jako zawodowiec oficjalnie zadebiutował 12 września 1966, pokonując przez techniczny nokaut w szóstej rundzie Franka Fitzgeralda. Pierwszej porażki jako zawodowy bokser doznał 5 lutego 1970, przegrywając w swoim trzynastym zawodowym pojedynku z reprezentantem Hiszpanii Bobem Alloteyem. Glencross przegrał na punkty, walcząc na terenie rywala. 17 maja 1972 roku, po pokonaniu w kwietniu Valentina Lorena, Glencross zmierzył się z Hiszpanem José Legrá w walce o mistrzostwo Europy w kategorii piórkowej. Po piętnastu rundach sędziowie niejednogłośnie wskazali na zwycięstwo Hiszpana, punktując 74-72 oraz 73-70 na jego korzyść. W swojej następnej walce przystąpił do obrony mistrzostwa Wielkiej Brytanii w kategorii piórkowej. 25 września 1972 udanie obronił pas, pokonując na punkty Evana Armstronga.
12 maja 1973 zmierzył się z Hiszpanem José Antonio Jiménezem w walce o mistrzostwo Europy w kategorii piórkowej. Jiménez zdobył tytuł, pokonując Glencrossa na punkty po piętnastu rundach. 17 września 1973 utracił mistrzostwo Wielkiej Brytanii, przegrywając przez techniczny nokaut w trzeciej rundzie z Evanem Armstrongiem.
Zawodową karierę kontynuował do 1978, przegrywając z rzędu sześć ostatnich pojedynków w karierze. Ostatni oficjalny pojedynek stoczył 31 stycznia 1978, przegrywając przed czasem z Joeyem Singletonem.